# Röd valallians
Röd valallians (bokmål: Rød Valgallianse, nynorska: Raud Valallianse, förkortning: RV) bildades som ett valförbund av revolutionära vänstersocialistiska partier och organisationer i Norge, bland annat kommunistpartiet Arbeidernes Kommunistparti (marxist-leninistene). 1991 övergick RV till att bli en egen politisk organisation. RV hade ett mandat på Stortinget 1993–1997; Erling Folkvord var RV:s Stortingsledamot. 2007 lades partiet ned i samband med att partiet Rødt/Raudt grundades.